# Knackwurst
Il knackwurst (anche conosciuto come knacker, bauernknacker, mettenden o brühwurste) è un tipo di insaccato tedesco di cui esistono numerose varianti regionali.

## Etimologia
Il termine knackwurst risale al sedicesimo secolo e deriva dalla parola tedesca knacken  ("scricchiolare") o knackig ("croccante"), che fanno riferimento al rumore della salsiccia quando viene addentata e morsa.

## Caratteristiche
Nel nord e nell'est della Germania il knackwurst è un salume secco, sottile e leggermente affumicato a base di carne di maiale tritata molto speziata; viene consumato caldo o a temperatura ambiente e può fungere da ingrediente per sughi. Invece, nella Germania meridionale e in Austria (ad eccezione del Vorarlberg) il knackwurst viene preparato usando una pasta di carne (brät). Nel Vorarlberg viene preparato un alimento simile al knackwurst che prende il nome di schübling. Tuttavia, quest'ultimo viene preparato senza fecola di patate e la pasta contenuta nel budello viene macinata in maniera leggermente più grossolana.